# Jacques Pradon
Jacques Pradon (Rouen, 1632 – Parigi, 14 gennaio 1698) è stato un drammaturgo e scrittore francese.

## Biografia
All'inizio della sua carriera, Jacques Pradon ricevette l'aiuto di Pierre Corneille e Antoinette Des Houlières, che lo presentarono nei saloni dell'Hotel de Nevers e dell'Hotel de Bouillon.
Il repertorio di Pradon è complessivamente costituito da otto tragedie che ottennero un buon successo, ma che furono ampiamente criticate da Nicolas Boileau e dal suo principale rivale Jean Racine.
Il suo esordio avvenne nel 1673 con la tragedia Pyrame et Thisbé, che raccolse buoni consensi.
Le opere successive, come Tamerlan, ou la Mort de Bajazet (1676) e Phèdre et Hippolyte (1677), pur evidenziando qualità tecniche, innescarono dibattiti e discussioni per l'accusa di aver imitato Racine.
Per rispondere alle critiche scrisse nel 1684 Le triomphe de Pradon, nel quale pur non nominandolo, criticò Racine accusandolo del non grande successo ottenuto da Phèdre.
Nel 1688 realizzò la tragedia Regulus (1688), che rappresentò la sua opera più riuscita.

## Opere
- Pyrame et Thisbé, 1673;
- Tamerlan, ou la Mort de Bajazet, 1676;
- Phèdre et Hippolyte , 1677;
- Électre, 1677;
- La Troade, 1679;
- Statira, 1680;
- Regulus, 1688;
- Germanicus, 1694;
- Scipion l'Africain, 1697;
- Tarquin;
- Nouvelles remarques sur tous les ouvrages du sieur D*** [Boileau-Despreaux], 1685;
- Réponse à la satire X du sieur D** [Boileau-Despreaux], 1694.